# Hypochlorite

Représentation de l'ion hypochlorite.

Un hypochlorite, ou oxochlorate(I), est un composé chimique contenant l'anion hypochlorite, de formule brute ClO−, où l'atome de chlore est à l'état d'oxydation +1. Cet anion est un hypohalogénite et la base conjuguée de l'acide hypochloreux HClO, et les hypochlorites sont les sels de cet acide. Ce sont par exemple l'hypochlorite de sodium NaClO (constituant l'eau de Javel) et l'hypochlorite de calcium Ca(ClO)2 (utilisé notamment pour chlorer l'eau des piscines).

## Propriétés
Les hypochlorites sont assez instables. L'eau de Javel sous forme de pastilles solides se conserve ainsi moins de trois mois en raison de sa dismutation progressive en chlorure de sodium NaCl et chlorate de sodium NaClO3 sous l'effet de la déshydratation ; la même réaction se produit en chauffant cette fois une solution aqueuse de ce composé. Les hypochlorites se décomposent également sous l'effet de la lumière en donnant des chlorures et de l'oxygène O2.
Du fait de leur instabilité, les hypochlorites sont des oxydants très énergiques, qui réagissent avec la plupart des composés organiques et inorganiques. La réaction avec les composés organiques est très exothermique et peut déclencher un incendie. Avec les composés du manganèse, ils donnent des permanganates (composés contenant l'ion MnO4−).
Des hypochlorites covalents sont également connus, par exemple l'hypochlorite de méthyle ClOCH3, composé instable obtenu par réaction de l'acide hypochloreux HClO avec le méthanol CH3OH :
HClO + CH3OH → ClOCH3 + H2O.

## Préparation
L'hypochlorite de sodium NaClO est formé par dismutation en faisant barboter du dichlore Cl2 dans une solution diluée d'hydroxyde de sodium NaOH à température ambiante :
Cl2 (g) + 2 NaOH(aq) → NaCl(aq) + NaClO(aq) + H2O.
À température plus élevée, la réaction du chlore Cl2 avec une solution concentrée d'hydroxyde de sodium NaOH aboutit à des chlorates à l'état d'oxydation plus élevé :
3 Cl2 (g) + 6 NaOH(aq) → 5 NaCl(aq) + NaClO3 (aq) + 3 H2O(l).

## Réactions

### En fonction du pH
Les hypochlorites provoquent un dégagement de chlore Cl2 en présence d'un acide dilué, les ions hypochlorite ClO− et chlorure Cl− étant en équilibre avec le chlore :
2 H+(aq) + ClO−(aq) + Cl−(aq)  {\displaystyle \rightleftharpoons }  Cl2 (g) + H2O(l).
Il s'ensuit qu'en milieu acide (pH faible) l'équilibre est déplacé vers la droite avec libération de Cl2 tandis qu'en milieu basique (pH élevé) le Cl2 se dismute en Cl− et ClO−.

### Oxydation
Les hypochlorites sont parmi les chlorates les plus oxydants, capables d'oxyder les ions manganèse Mn2+ en ions permanganate MnO4− :
2 Mn2+ + 5 ClO− + 6 OH− → 2 MnO4− + 5 Cl− + 3 H2O.
La réaction des hypochlorites avec le peroxyde d'hydrogène H2O2 libère de l'oxygène singulet 1O2 :
H2O2 + ClO− → H2O + Cl− + 1O2.
C'est par exemple le cas en faisant réagir de l'eau oxygénée avec de l'eau de Javel.

## Stabilité
Les hypochlorites sont parmi les plus instables des composés d'oxoanion du chlore, nombreux étant ceux qui n'existent qu'en solution, ce qui est d'ailleurs le cas de l'acide hypochloreux HClO lui-même. Cette instabilité se manifeste par la dismutation des hypochlorites en oxygène O2, chlorure Cl− et chlorate ClO3− :
2 ClO−(aq) → 2 Cl−(aq) + O2 (g).
3 ClO−(aq) → 2 Cl−(aq) + ClO3−(aq).